# Talhas
Talhas ist eine Gemeinde (Freguesia) im portugiesischen Kreis Macedo de Cavaleiros. In ihr leben 256 Einwohner (Stand 19. April 2021).